# Avalon (forening)
 For alternative betydninger, se Avalon (flertydig). (Se også artikler, som begynder med Avalon)
Rollespilsforeningen Avalon ligger i København og er en sammensmeltning af foreningerne Eventyrernes Kreds og Erebor. Foreningen danner grundlag for bordrollespil, brætspil og forskellige former for figurspil. Igennem foreningens levetid har der været ungdoms- og børnegrupper, men de fleste medlemmer ligger spredt mellem 18 og 50 år. Foreningens lokaler kan findes på Rådmandsgade 45, st. på Nørrebro.